# Fidem catholicam
Das Dokument Fidem catholicam ist ein kaiserliches Mandat Ludwigs IV., das die Ablösung der Königswahl vom Approbationsrecht sanktioniert und juristisch begründet.

## Inhalt
Das Mandat vom 6. August 1338 erklärt die Prozesse des Papstes gegen Kaiser Ludwig IV. für nichtig und rechtfertigt mit Argumenten aus dem kanonischen und dem römischen Recht die Rechtsfolgen, die sich aus der Königswahl durch die Kurfürsten ergeben. Unter Androhung des Entzugs von Lehen, Ämtern und Privilegien befiehlt es den Angehörigen des Reichs, die Exkommunikationen und verhängten Interdikte zu ignorieren.

## Bedeutung
Das Dokument Fidem catholicam ist unter maßgebender Mitwirkung der im Armutsstreit von der Kirche verfolgten und exkommunizierten Spiritualen (Wilhelm von Ockham, Michael von Cesena, Marsilius von Padua, Bonagratia von Bergamo) entstanden, die am Hof Ludwigs in München wirkten und die Übermacht des Papsttums bekämpften. Es bildet zusammen mit den Beschlüssen des Kurvereins zu Rhense und Ludwigs IV. Licet iuris die rechtliche Grundlage für die Loslösung der Rechtmäßigkeit kaiserlicher Gewalt von der Approbation durch den Papst. Seinen Abschluss findet dieser Emanzipationsprozess der weltlichen Macht in der Goldenen Bulle Kaiser Karls IV. von 1356.